# East Troy (condado de Walworth, Wisconsin)
East Troy es un pueblo ubicado en el condado de Walworth en el estado estadounidense de Wisconsin. En el Censo de 2010 tenía una población de 4.021 habitantes y una densidad poblacional de 52,71 personas por km².

## Geografía
East Troy se encuentra ubicado en las coordenadas 42°46′27″N 88°20′27″O / 42.77417, -88.34083. Según la Oficina del Censo de los Estados Unidos, East Troy tiene una superficie total de 76.29 km², de la cual 71.64 km² corresponden a tierra firme y (6.09%) 4.65 km² es agua.

## Demografía
Según el censo de 2010, había 4.021 personas residiendo en East Troy. La densidad de población era de 52,71 hab./km². De los 4.021 habitantes, East Troy estaba compuesto por el 97.56% blancos, el 0.45% eran afroamericanos, el 0.22% eran amerindios, el 0.45% eran asiáticos, el 0.1% eran isleños del Pacífico, el 0.25% eran de otras razas y el 0.97% pertenecían a dos o más razas. Del total de la población el 1.84% eran hispanos o latinos de cualquier raza.